# Landesbibliothek Oldenburg
Die Landesbibliothek Oldenburg ist Regionalbibliothek für den nordwestlichen Teil Niedersachsens und neben der Gottfried Wilhelm Leibniz Bibliothek in Hannover und der Herzog August Bibliothek in Wolfenbüttel eine der drei Landesbibliotheken des Bundeslandes.
Die Bibliothek wurde 1792 als Herzogliche Öffentliche Bibliothek eröffnet. Ab 1847 lautete der offizielle Name der Bibliothek Öffentliche Bibliothek zu Oldenburg. Seit 1925 heißt sie Landesbibliothek Oldenburg. Mit dem Ende des Landes Oldenburg gelangte die Landesbibliothek 1946 in die Trägerschaft des neu gegründeten Bundeslandes Niedersachsen.

## Geschichte
Die im Jahr 1792 durch den Oldenburger Herzog Peter Friedrich Ludwig  gegründete Herzogliche Öffentliche Bibliothek war im Gegensatz zu anderen fürstlichen Hofbibliotheken als wissenschaftliche Gebrauchsbibliothek für den Verwaltungsapparat und als Bildungsbibliothek für das allgemeine Publikum konzipiert. Die Bibliothek bot daher von Beginn an die Möglichkeit zur Hausausleihe und war an allen Werktagen frei zugänglich. Insbesondere Angehörige der bürgerlichen Ober- und Mittelschicht mit akademischer Vorbildung nutzten die Bibliothek. In der zweiten Hälfte des 19. Jahrhunderts versuchte sich die Bibliothek von Lesevereinen und Volksbildungsgesellschaften abzugrenzen und schränkte die liberalen Benutzungsbestimmungen zeitweilig ein. Diese Beschränkungen wurden 1892 wieder aufgehoben. Das gesamte 19. Jahrhundert hindurch wuchs der Buchbestand der Bibliothek, trotz knapper finanzieller Ressourcen und steigender Buchpreise stets ergänzt nach dem Ideal der Universalität.
Mit Ausbruch des Ersten Weltkriegs, der in den 1920er Jahren folgenden Inflation und Weltwirtschaftskrise geriet der kontinuierliche Bestandsaufbau der Bibliothek ins Stocken. Aufgrund fehlender Finanzmittel wurden zahlreiche Zeitschriften abbestellt sowie einige größere Fortsetzungswerke verkauft, um Geldmittel für Neuanschaffungen auf anderen Gebieten zu gewinnen.
Im Nationalsozialismus wurde die Landesbibliothek in den nationalsozialistischen Propagandaapparat integriert. Im Jahr 1933 erhielt sie das Pflichtexemplarrecht. Mit erhöhtem Budget wurde gezielt nationalsozialistische Literatur angeschafft und in den Bestand integriert. Außerdem richtete man in der Landesbibliothek Oldenburg die sogenannte Fachstelle für Büchereien ein, die für die ideologische Gleichschaltung der kirchlichen und kommunalen Büchereien im Oldenburger Land Sorge zu tragen hatte.
Während des Zweiten Weltkriegs lagerte man die wertvollen Teile des Bestandes aus. Dadurch kam es zu Verlusten und Lagerschäden. In der Nacht vom 22. auf den 23. September 1943 wurde die Landesbibliothek bei einem Luftangriff auf Oldenburg schwer beschädigt. Dabei wurden etwa 10.000 Bände aus dem Bestand vernichtet, und bis zum Kriegsende war nur noch ein reduzierter Ausleihbetrieb möglich.
Nach 1945 konnte die Bibliothek u. a. durch einen wachsenden Etat ihre Leistungsfähigkeit allmählich steigern. Seit 1951 beteiligt sich die Landesbibliothek am Fernleihverkehr und übernahm die Rolle einer Leitbibliothek für die Region. In den siebziger Jahren begann die Kooperation mit der neu gegründeten Bibliothek der Universität Oldenburg, die u. a. zu einem gemeinsamen regionalen Verbundkatalog (ORBIS) führte. Im Jahr 1998 erfolgte die Umstellung auf die elektronische Ausleihverbuchung.

### Unterbringung
Ursprünglich war die Bibliothek im Erdgeschoss des Oldenburger Schlosses untergebracht. In der Zeit der französischen Besetzung (1810–1814) war die Bibliothek ausgelagert und konnte erst 1819/20 im alten Zuchthaus neben dem Schloss wiedereröffnet werden. Seit 1839 plante man einen  großen Neubau am Damm, den die Bibliothek 1846 bezog und der seit 1971 Teil des Landesmuseums für Natur und Mensch ist. Im Zweiten Weltkrieg wurde das Gebäude schwer beschädigt, so dass die Bibliothek seit 1946/47 im ehemaligen Zeughaus an der Ofener Straße untergebracht war. Ihren heutigen Standort in einer umgebauten ehemaligen Infanteriekaserne am Pferdemarkt bezog die Bibliothek 1987.

## Aufgaben und Bestände

### Aufgaben
Die Bibliothek dient als wissenschaftliche Universalbibliothek der breiten Informationsversorgung der gesamten Bevölkerung in der Region. Sie ergänzt und erweitert mit ihrem umfangreichen Altbestand und dem traditionellen Erwerbungsschwerpunkt bei den Geisteswissenschaften aber auch die Literaturversorgung der Carl von Ossietzky Universität Oldenburg. Überdies sammelt und archiviert die Landesbibliothek als Regionalbibliothek für den Nordwesten die Publikationen der Region. Sammelschwerpunkte sind die Geschichte und Kulturgeschichte sowie die Landeskunde Nordwestdeutschlands, insbesondere des alten Landes Oldenburg sowie die niederdeutsche Sprache und Literatur. Oldenburgica werden mit dem Anspruch auf Vollständigkeit gesammelt.
Die Bibliothek verfügt nach eigenen Angaben über rund 801.000 Medieneinheiten. Darunter sind 1.113 Handschriften, 460 Inkunabeln, knapp 141.000 alte Drucke und 59 Nachlässe (Stand: 31. Dezember 2009). Die Bibliothek hat seit 1965 kein Pflichtexemplarrecht mehr, da dieses in Niedersachsen allein durch die Gottfried Wilhelm Leibniz Bibliothek wahrgenommen wird.
Ihrem regionalen Sammlungs- und Erschließungsauftrag folgend, bearbeitet die Landesbibliothek Oldenburg die im Oldenburger Jahrbuch erscheinende und inzwischen auch als Datenbank zugängliche Oldenburgische Bibliographie. Sie betreut auch das Verzeichnis niederdeutscher Autorinnen und Autoren. Zudem ist sie seit 2004 eine der offiziellen Partnerbibliotheken in dem Projekt Schu:Bi Schule und Bibliothek. Bildungspartner für Lese- und Informationskompetenz.

### Bestände

#### Brandes-Sammlung
Die Brandes-Sammlung, die als eine der bedeutendsten deutschen Privatbibliotheken der Aufklärung gilt, bildete 1792 den Grundstock der heutigen Landesbibliothek Oldenburg. Heute wird sie jedoch nicht als geschlossene Sammlung aufbewahrt, sondern ist in die alte Systematik des Bestandes integriert. Herzog Peter Friedrich Ludwig kaufte 1790 die etwa 22.000 Bände umfassende, enzyklopädisch angelegte Bibliothek des Hofrates und Universitätsreferenten der Hannoverschen Regierung Georg Friedrich Brandes (1719–1791). Brandes hatte diese Bibliothek im Laufe seines Lebens zusammengetragen und sich dabei von Göttinger Universitätsbibliothekaren, vor allem von Christian Gottlob Heyne, beraten lassen. Die Elemente einer gelehrten und bibliophilen Bibliothek vereinigende Sammlung umfasst alle Wissenschaftsfächer. Die 22.000 Bände haben jedoch einen klaren Schwerpunkt in der Wissenschaftsgeschichte sowie in den Geisteswissenschaften, insbesondere im Bereich der Geschichte des Altertums und der Sprach- und Literaturwissenschaft. 

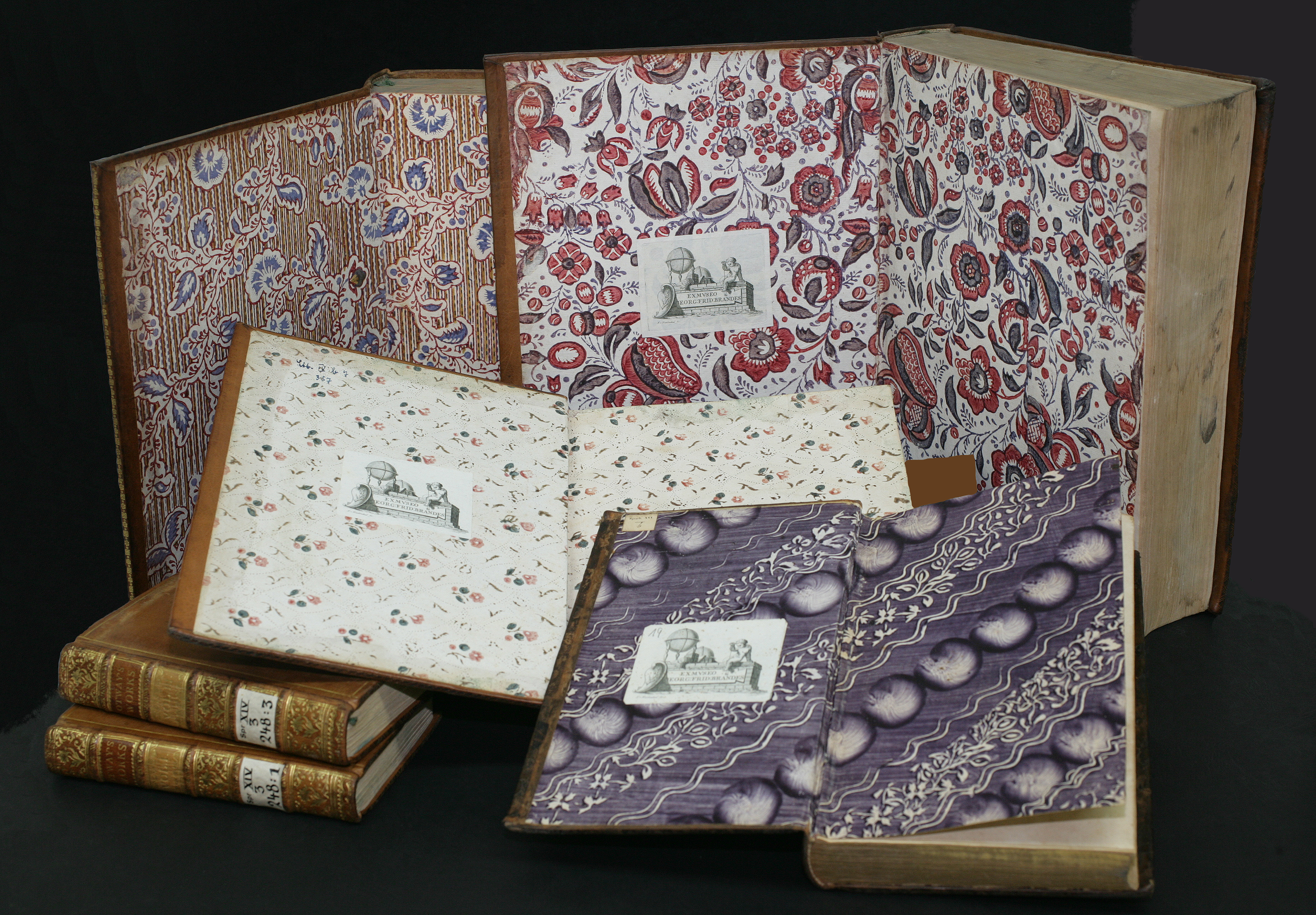
Beispielbände der Sammlung Brandes

 Die Sammlung weist anhand ihrer reich geschmückten Ledereinbände und Buchschnitte einen deutlich bibliophilen Charakter auf. Sie ist sowohl über die typischen Einbände als auch über die zahlreichen Exlibris und handschriftlichen Namensvermerke bis heute eindeutig zu identifizieren.
Seit Ende 2010 wird in der sogenannten digitalen Sammlung Brandes der Landesbibliothek eine Auswahl von rund 200 Bänden präsentiert. Die Digitalisierung erfolgt im Rahmen eines Projektes vor Ort und steht im Zusammenhang mit einer großen Ausstellung über Brandes, die von November 2010 bis Februar 2011 in der Landesbibliothek gezeigt wurde.

#### Sachsenspiegel
Die in mittelniederdeutsch verfasste Oldenburger Bilderhandschrift des Sachsenspiegels von 1336 wird unter der Signatur Cim I 410 in der Landesbibliothek Oldenburg aufbewahrt. Sie ist eine von vier illuminierten Handschriften des Sachsenspiegels. Der Oldenburger Bildercodex umfasst 136 Pergamentblätter. Mit dem Text des Sachsenspiegels sind 125 Blätter beschrieben. Ganze 81 Blätter weisen Bildkolumnen auf, von denen aber nur 44 Bildszenen mit sorgfältiger Kolorierung vollständig ausgeführt wurden. 40 Szenen finden sich ausschließlich in der Oldenburger Handschrift und haben keine Parallelen in den illuminierten Exemplaren in Dresden, Heidelberg und Wolfenbüttel.
Aus dem Kolophon der Handschrift geht hervor, dass der Oldenburger Sachsenspiegel durch Graf Johann III. von Oldenburg in Auftrag gegeben und im Benediktinerkloster Rastede von Hinrich Gloyesten als Schreiber angefertigt wurde.
Der Codex wurde 1991 durch Anton Günther Herzog von Oldenburg an die Niedersächsische Sparkassenstiftung verkauft, welche die Bilderhandschrift zur dauerhaften Aufbewahrung der Landesbibliothek Oldenburg übergab.

#### Sondersammlungen
Ebenfalls in die alte Aufstellungssystematik integriert wurden mehrere gezielt angekaufte Privatbibliotheken. Diese dienten vor allem der Erweiterung des durch die Brandes-Sammlung gelegten Grundstockes. Dazu gehören beispielsweise die bereits 1792 angekaufte Sammlung von 1.069 Drucken Oldenburgensien von Johann Samuel Neumann und die 1804 erworbenen 3.010 Bände Juridica von Adolf Friedrich Trendelenburg. Der Ausbau der Landesbibliothek zu einer Universalbibliothek wurde systematisch fortgesetzt u. a. durch die 1820 erworbene Sammlung Gerhard Anton Grambergs mit 5.295 Bänden vorrangig Medizin (2.114 Bände) und deutsche Literatur betreffend, die 1833 angekauften 222 Karten sowie 2.850 Bände Juridica, Naturwissenschaften und Geographie von Christoph Friedrich Mentz (1765–1832), die 1842 hinzugekommene medizinische Bibliothek Wilhelm Ferdinand Ludwig Voß (1781–1840) von 1.783 Exemplaren und die Sammlung von 4.500 Bänden und etwa 6.000–7.000 theologischen Dissertationen und Kleinschriften von Gottfried Adolf Böckel
(1783–1854). Auch ein Dublettentausch mit der Eutiner Landesbibliothek mehrte im 19. Jahrhundert den Bestand.
Darüber hinaus verwahrt die Landesbibliothek einige weitere Sammlungen, die in Teilen gesondert aufgestellt und mit einem eigenen Signaturensystem gekennzeichnet sind. Dadurch soll ihr ursprünglicher Sammlungscharakter bewahrt bleiben. Hierbei handelt es sich z. B. um 76 Bände Juridica und Theologica von Remmer von Seediek (* um 1500; † 1557), die 1840 aus der Gymnasialbibliothek des Mariengymnasiums in Jever übernommen wurden. Bis heute wird nur die Hälfte der Privatbibliothek Seedieks in der Landesbibliothek unter der Signaturgruppe RvS bewahrt, die andere Hälfte befindet sich weiterhin im Mariengymnasium. Nennenswerte größere Zugänge erfolgten mit Beginn des 20. Jahrhunderts. So wurden 1911 die 1.255 Bände Juridica des Oberappellationsgerichtspräsidenten Christian Ludwig Runde (1773–1849) erworben. Sie sind unter der Signaturengruppe OAPP aufgestellt. In den Jahren 1919 bis 1923 gelangten die 11.200 Bände und 383 Kartenwerke der Großherzoglich Oldenburgischen Militärbibliothek in die Landesbibliothek, wo sie unter der Signaturengruppe MB aufbewahrt werden. Die Bibliothek des Pädagogischen Lehrgangs mit 2.400 Exemplaren zeitgenössischer Fachliteratur wurde 1934 für den Bestand der Landesbibliothek erworben und unter der Signaturengruppe P (plus Fachkürzel) aufgestellt. Außerdem befinden sich seit 1965 etwa 18.000 Bände zusammengefasst unter der Signaturengruppe Schum aus der privaten Sammlung des Nationalökonomen Hermann Schumacher als Depositum im Bestand der Landesbibliothek Oldenburg.

## Direktoren
(Die angegebenen Jahre sind die des Direktorats.)
- Ludwig von Halem (1792–1839)[12]
- vakant (1839–1848)
- Theodor Merzdorf (1848–1875 interimistisch, 1875–1877 als Direktor)[13]
- Heinrich August Lübben (1877–1884)
- Reinhard Mosen (1884–1907)
- Anton Kühn (1907–1924)[14]
- Hermann Goens (1924–1932)
- Hans Wagenschein (1932–1945 suspendiert, 1946 entlassen)
- Hermann Lübbing (1945–1946 Interimsleiter)
- Wolfgang G. Fischer (seit 1946 Geschäftsführung, 1949–1968 Direktor)
- Armin Dietzel (1968–1988)
- Egbert Koolman (1988–2003)
- Corinna Roeder (seit 2003)